# Inter pastoralis officii sollicitudines
O Motu Proprio Inter pastoralis officii sollicitudines (atualmente também referido em latim como Inter plurimas pastoralis officii sollicitudines), em italiano Tra le sollecitudini dell’officio pastorale (Entre os cuidados do ofício pastoral), foi um documento eclesiástico emitido pelo Papa Pio X em 22 de novembro de 1903 e ratificado pela Sagrada Congregação dos Ritos como Decreto n.º 4121, com o objetivo geral de regular a prática e produção de música sacra e o objetivo específico de promover a restauração da música sacra a partir dos princípios restauristas do movimento ceciliano e da restauração do canto gregoriano pelos monges de Solesmes (formulados ao longo do século XIX e apoiados nos anteriores Documentos da Igreja Católica sobre Música Sacra), que defendiam a separação entre os estilos sacro e teatral (ou operístico). Foi uma das mais extensas, objetivas e impactantes determinações sobre a música sacra publicadas pela Igreja Católica, por conta da restauração do canto gregoriano e da polifonia clássica (e pelo estímulo à música contemporânea baseada nessa estética), e pela exclusão, da música sacra, de grande parte dos instrumentos então em uso, dos conjuntos musicais até então mais difundidos (especialmente as bandas e orquestras) e dos estilos então em voga (especialmente o operístico ou teatral).
Por ter sido inicialmente formulado em italiano e em seguida traduzido para o latim, língua oficial dos documentos eclesiásticos, o Motu Proprio Inter pastoralis officii sollicitudines é mais conhecido em sua versão italiana Tra le sollecitudini dell’officio pastorale. Na atualidade, a Igreja Católica adota uma segunda tradução latina desse documento: Inter plurimas pastoralis officii sollicitudines.

## Documentos da Igreja Católica sobre música sacra

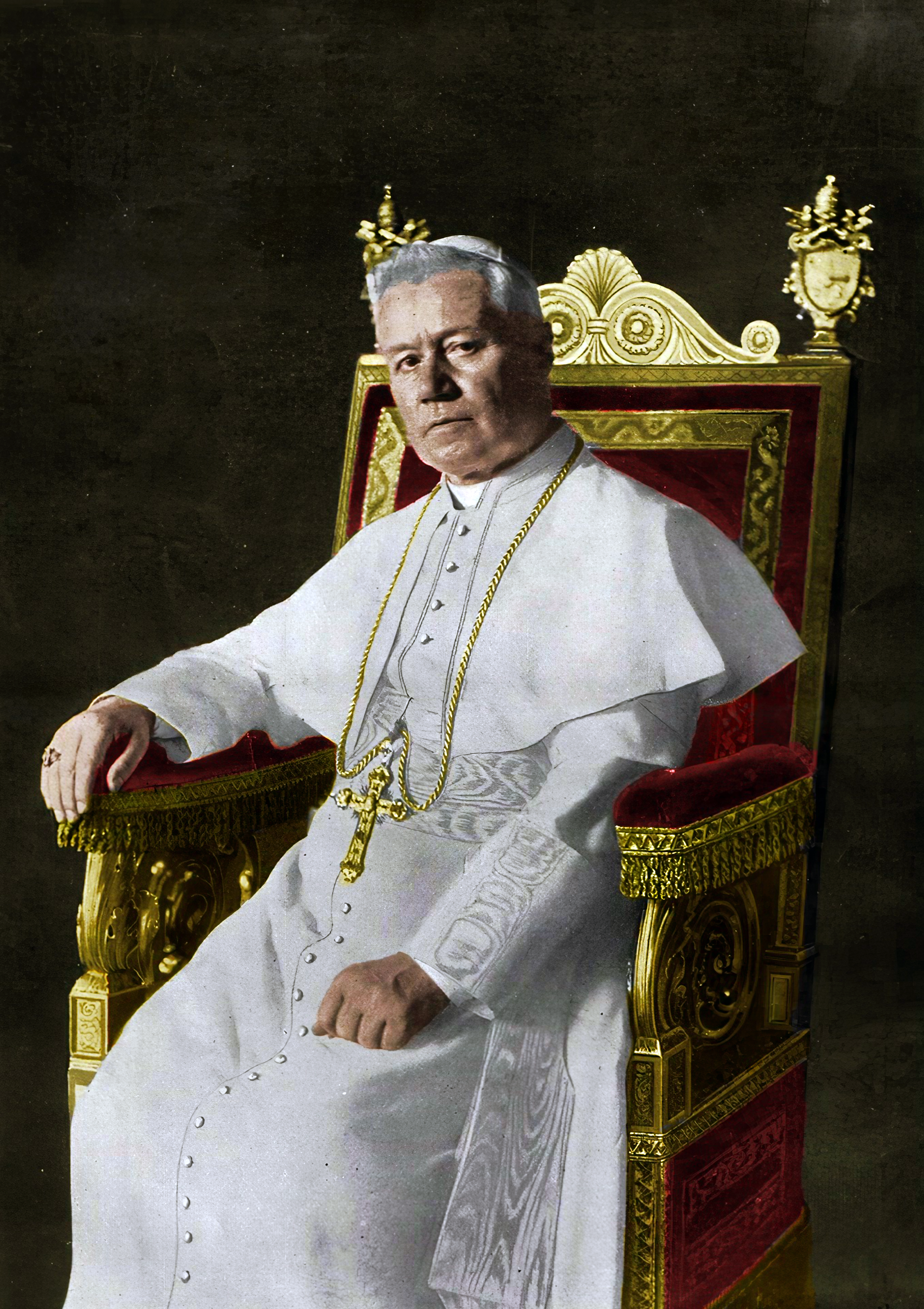
Papa Pio X, autor do Motu Proprio Inter plurimas pastoralis (Tra le sollecitudini).

A Igreja Católica, desde a Idade Média, emitiu determinações sobre a música sacra, na forma de bulas, encíclicas (epístolas encíclicas ou cartas encíclicas), constituições, decretos, instruções, motu proprio, ordenações, éditos e outras. A maior parte dessas decisões foi local ou pontual, e apenas algumas tiveram caráter geral, dentre as quais estão, segundo Paulo Castagna, os doze conjuntos de determinações mais impactantes na prática musical, do século XIV ao século XX, excetuando-se destas as inúmeras instruções cerimoniais (ou rubricas) dos livros litúrgicos:
1. A Bula Docta Sanctorum Patrum de João XXII (1325)[7]
2. O Decreto do que se deve observar e evitar na celebração da Missa de 17 de setembro de 1562, da Seção XXII do Concílio de Trento[8][9]
3. O Cæremoniale Episcoporum (Cerimonial dos Bispos), publicado por Clemente VIII em 1600, reformado por Bento XIV em 1752 e por Leão XIII 1886.
4. Os Decretos da Sagrada Congregação dos Ritos (1602-1909)
5. A Constituição Piæ sollicitudinis studio, de Alexandre VII (23 de abril de 1657)
6. A Carta Encíclica Annus qui hunc, do papa Bento XIV (19 de fevereiro de 1749)[6]
7. A Ordinatio quoad sacram musicen, da Sagrada Congregação dos Ritos (25 de setembro de 1884)[10]
8. O Decreto Quod sanctus Augustinus de Leão XIII (7 de julho de 1894), ratificado pela Sagrada Congregação dos Ritos como decreto n.3830
9. O Motu Proprio Inter pastoralis officii sollicitudines (Tra le sollecitudini) de Pio X (22 de novembro de 1903)[3][2][1]
10. A Carta Encíclica Musicæ sacræ disciplina sobre a música sacra, do papa Pio XII (25 de dezembro de 1955)[11][12]
11. A Instrução De musica sacra et sacra liturgia sobre música sacra e liturgia, do papa Leão XXIII, 3 de setembro de 1958[13]
12. O Decreto Sacrosanctum Concilium sobre música sacra do Concílio Vaticano II (4 de dezembro de 1963)[14]

## História do Motu ProprioInter pastoralis officii sollicitudines
O Motu Proprio Inter plurimas pastoralis ou Tra le sollecitudini, emitido pelo papa Pio X em 22 de novembro de 1903 (dia de Santa Cecília, padroeira dos músicos), foi originalmente redigido em latim, porém traduzido para vários idiomas nos anos seguintes, em função do impacto na prática musical do período. No Brasil esse documento foi intensamente referido e divulgado já em português nos meses e anos seguintes, tornando-se a determinação sobre música sacra mais conhecida e influente até essa época, porém sua aplicação a todo o país foi oficializada no Concilium Plenarium Brasiliense, em 1939.
Esse documento foi estudado, do ponto de vista musicológico, principalmente por Luís Rodrigues (1943), Florentius Romita (1947), Karl Gustav Fellerer (1976), Robert F. Hayburn (1979) e Fernando Lacerda Simões Duarte.

## Conteúdo do Motu ProprioInter pastoralis officii sollicitudines
O Motu Proprio Inter pastoralis officii sollicitudines ou Tra le sollecitudini retomou algumas questões já tratadas em determinações anteriores sobre música sacra, especialmente a proibição da hibridização de elementos profanos e teatrais (parágrafos 5), originários do Decreto do que se deve observar e evitar na celebração da Missa de 17 de setembro de 1562, da Seção XXII do Concílio de Trento, e da Carta Encíclica Annus qui hunc, do papa Bento XIV (19 de fevereiro de 1749), porém a objetividade e precisão de suas referências a instrumentos, gêneros e estilos foi uma inovação desse documento, que passou a ser adotada nas determinações pontifícias seguintes sobre esse assunto. São estes os principais aspectos do documento:
I. Princípios gerais
Parágrafo 1. Declara que o fim próprio da música sacra é "acrescentar mais eficácia ao mesmo texto".
Parágrafo 2. Declara que a música sacra deve possuir a "santidade e a delicadeza das formas", ser "arte verdadeira" e "universal".
II. Gêneros de Música Sacra
Parágrafo 3. Declara que as qualidades acima "se encontram em grau sumo no canto gregoriano, que é por conseqüência o canto próprio da Igreja Romana"; determina que se procure "restabelecer o canto gregoriano no uso do povo".
Parágrafo 4. Declara que "as sobreditas qualidades verificam-se também na polifonia clássica, especialmente na da Escola Romana", citando como caso máximo a produção de Giovanni Pierluigi da Palestrina.
Parágrafo 5. Determina que "a música mais moderna é também admitida na Igreja", desde que "não tenham coisa alguma de profana, não tenham reminiscências de motivos teatrais, e não sejam compostas, mesmo nas suas formas externas, sobre o andamento das composições profanas".
Parágrafo 6. Declara que, entre os gêneros de música moderna, "o que parece menos próprio para acompanhar as funções do culto é o que tem ressaibos de estilo teatral".
III. Texto Litúrgico
Parágrafo 7. Determina que, sendo o latim a "língua própria da Igreja Romana", "é proibido cantar em língua vulgar, nas funções litúrgicas solenes". 
Parágrafo 8. Determina que não é lícito alterar a ordem dos textos litúrgicos prescritos no Breviário, "nem substituir os textos prescritos por outros, nem omiti-los na íntegra ou em parte, a não ser que as Rubricas litúrgicas permitam suprir, com órgão, alguns versículos do texto", sendo permitido apenas "cantar um motete em honra do S. Sacramento depois do Benedictus da Missa solene" ou um "breve motete sobre palavras aprovadas pela Igreja" depois do Ofertório. 
Parágrafo 9. Determina que o texto litúrgico deve ser cantado "sem posposição ou alteração das palavras, sem repetições indevidas, sem deslocar as silabas". 
IV. Forma externa das composições sacras
Parágrafo 10. Declara que cada unidade funcional das cerimônias possuem uma convenção musical própria, sendo "diverso o modo de compor um Intróito, um Gradual, uma Antífona, um Salmo, um Hino, um Glória in excelsis, etc." 
Parágrafo 11. Determina que, no caso das unidades funcionais da Missa (Kyrie, Gloria, Credo, etc.), deve ser mantida unidade composicional entre elas, não sendo lícito "compô-las como peças separadas"; informa que, de acordo com o Caeremoniale Episcoporum, deve-se usar "o canto gregoriano para a salmodia" e polifonia (música figurada) "nos versículos do Gloria Patri e no hino"; permite o uso eventual do fabordão e de algum tipo de polifonia no canto dos salmos, desde que se mantenha a estrutura própria da salmodia, mas proibindo os "salmos de concerto"; em Hinos, como o Tantum ergo, a primeira estrofe não deve apresentar "a forma de romanza, cavatina ou adágio e o Genitori a de allegro"; Antífonas de Vésperas devem ser normalmente cantadas "com a melodia gregoriana que lhes é própria", mas no caso de se permitir a polifonia, "não deverão nunca ter a forma de melodia de concerto, nem a amplitude dum motete ou de cantata". 
V. Os cantores
Parágrafo 12. Determina que "os cantores, ainda que leigos, realizam, propriamente, as funções de coro eclesiástico, devendo as músicas, ao menos na sua maior parte, conservar o caráter de música de coro"; os solos "não devem nunca predominar".  
Parágrafo 13. Determina que as mulheres, "sendo incapazes" do "verdadeiro ofício litúrgico", "não podem ser admitidas a fazer parte do coro ou da capela musical" e, desejando-se "vozes agudas de sopranos e contraltos, empreguem-se os meninos".  
Parágrafo 14. Determina que "não se admitam a fazer parte da capela musical senão homens de conhecida piedade e probidade de vida", que os cantores do coro "vistam hábito eclesiástico e sobrepeliz" e que o coro, quando necessário, "seja resguardado por grades".  
VI. Órgão e Instrumentos
Parágrafo 15. Declara que "a música própria da Igreja é a música meramente vocal", mas que "também se permite a música com acompanhamento de órgão" e, em casos particulares, "poderão admitir-se outros instrumentos", com o "consentimento especial do Ordinário".  
Parágrafo 16. Determina que "o órgão e os instrumentos" devem sustentar o canto, "e nunca encobri-lo".  
Parágrafo 17. Determina que "não é permitido antepor ao canto extensos prelúdios, ou interrompê-lo com peças de interlúdios".  
Parágrafo 18. Determina que o som do órgão deve ser "grave, mas deve ainda participar de todas as qualidades que tem a verdadeira música sacra".  
Parágrafo 19. Proíbe, na Igreja, "o uso do piano bem como o de instrumentos fragorosos, o tambor, o bombo, os pratos, as campainhas e semelhantes".  
Parágrafo 20. Proíbe "que as bandas musicais toquem nas igrejas", admitindo excepcionalmente "uma escolha limitada, judiciosa e proporcionada ao ambiente de instrumentos de sopro, contanto que a composição seja em estilo grave, conveniente e semelhante em tudo às do órgão".  
Parágrafo 21. Admite em procissões, fora da igreja, a banda musical, "uma vez que não se executem composições profanas".  
VII. Amplitude da Música Sacra
Parágrafo 22. Declara que "não é licito, por motivo do canto, fazer esperar o sacerdote no altar mais tempo do que exige a cerimônia litúrgica".  
Parágrafo 23. Declara que "é condenável, como abuso gravíssimo, que nas funções eclesiásticas a liturgia esteja dependente da música".  
VIII. Meios principais
Parágrafo 24. Determina que os Bispos instituam, em suas dioceses, uma comissão de música sacra, "à qual confiarão o cargo de vigiar as músicas que se vão executando em suas igrejas para que sejam conformes com estas determinações".  
Parágrafo 25. Determina que, nos Seminários e nos Institutos eclesiásticos, "consagrem-se todos os alunos ao estudo do canto gregoriano" e "promova-se entre os clérigos a fundação de uma Schola Cantorum para a execução da sagrada polifonia e da boa música litúrgica".  
Parágrafo 26. Determina que, sejam oferecidas lições sobre música sacra aos estudantes de teologia, "para que os clérigos não saiam dos seminários ignorando estas noções, tão necessária à plena cultura eclesiástica".  
Parágrafo 27. Determina que sejam restabelecidas, "ao menos nas igrejas principais, as antigas Scholae Cantorum".  
Parágrafo 28. Determina que "procure-se sustentar e promover, do melhor modo, as escolas superiores de música sacra, onde já existem, e concorrer para as fundar, onde as não há".  
IX Conclusão
Parágrafo 29. Recomenda "aos mestres de capela, aos cantores, aos clérigos, aos superiores dos Seminários, Institutos eclesiásticos e comunidades religiosas, aos párocos e reitores de igrejas, aos cônegos das colegiadas e catedrais, e sobretudo aos Ordinários diocesanos, que favoreçam, com todo o zelo, estas reformas".  